# Kleiner Weinschwärmer

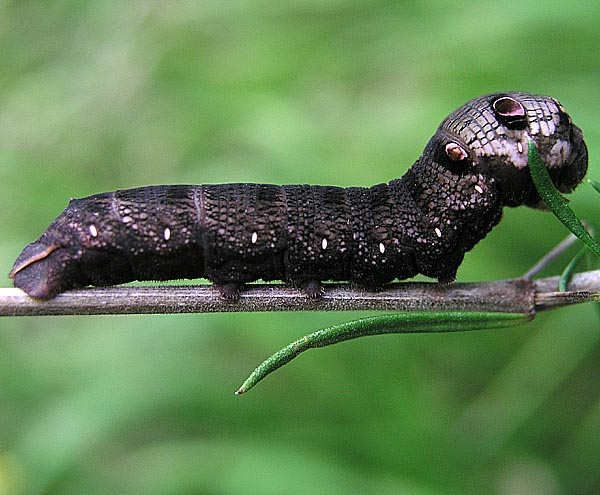
Raupe des Kleinen Weinschwärmers

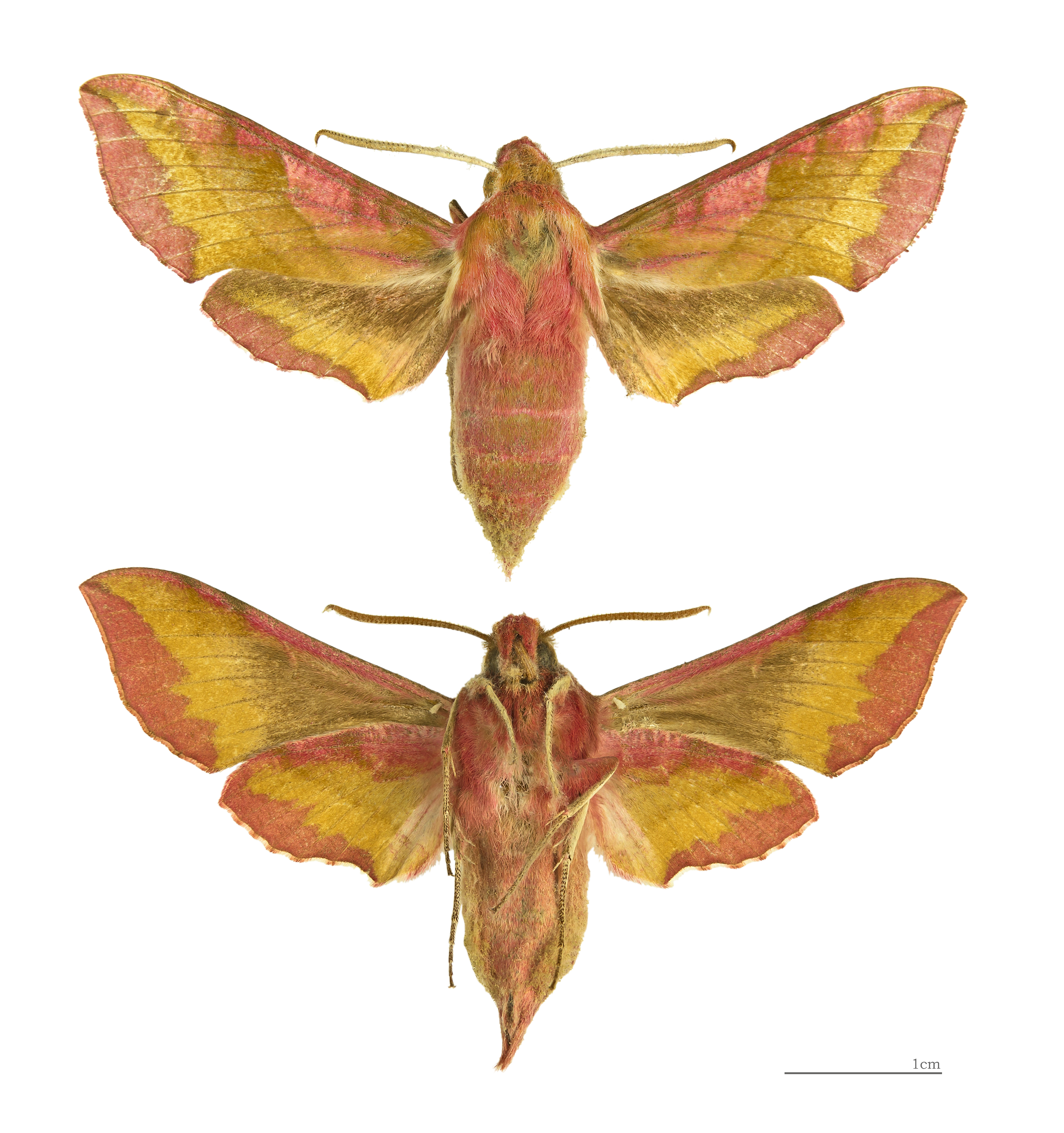
Ober- und Unterseite des Kleinen Weinschwärmers

Der Kleine Weinschwärmer (Deilephila porcellus) ist ein Schmetterling (Nachtfalter) aus der Familie der Schwärmer (Sphingidae). Nach dem englischen Trivialnamen small elephant hawk moth wird er gelegentlich auch Kleiner Elefantenfalter genannt.

## Merkmale
Die Falter erreichen eine Flügelspannweite von 40 bis 45 Millimetern. Sie haben olivgrüne Vorderflügel, die am Vorder- und besonders am Außenrand unregelmäßig abgegrenzte pinkfarbene Bereiche aufweisen. Die Hinterflügel sind hell grünlich und haben ebenfalls eine pinke Saumbinde. Der Körper der Tiere ist ebenfalls pink und olivgrün gefärbt, wobei die beiden Farben je nach Individuum unterschiedlich dominant auftreten. Die Beine und Fühler sind weiß.
Die Raupen werden ca. 70 Millimeter lang und sind denen des Mittleren Weinschwärmers sehr ähnlich. Sie haben ebenfalls anfangs eine grüne, später braune Grundfärbung und je zwei Augenflecken auf dem zweiten und dritten Segment, wobei das erstere Paar größer ist. Die Unterscheidung zur ähnlichen Art liegt in der regelmäßigen schwarzen und weiter innen liegenden hellen Randung der Augenflecken und in dem nur als kleinen Höcker ausgebildeten Horn am Hinterleibsende, das bei der ähnlichen Art deutlich länger und spitz zulaufend ist. Die Raupe ist im Bereich der Augenflecken auch deutlich dicker, als sonst, zum kleinen Kopf hin ist er sehr viel schlanker.

### Ähnliche Arten
- Mittlerer Weinschwärmer (Deilephila elpenor)

## Verbreitung
Die Tiere kommen in ganz Europa, mit Ausnahme des hohen Nordens, in Nordafrika sowie in Asien, östlich bis in den Iran vor. Sie leben an offenen und sonnigen Orten, wie z. B. auf Trockenrasen oder an Bahndämmen, Flussufern und Straßenrändern.

## Lebensweise
Die Falter sind dämmerungs- und nachtaktiv und fliegen im Schwirrflug Blüten zum Nektarsaugen an. Sie saugen aber auch an austretendem Baumsaft.

### Flug- und Raupenzeiten
Die Falter fliegen in einer Generation von Mitte Mai bis Anfang Juli, die Raupen findet man von Juli bis August. In sehr heißen Jahren bzw. in warmen Gegenden fliegen die Tiere auch in einer zweiten Generation.

### Nahrung der Raupen
Die Raupen ernähren sich von Labkräutern, vor allem von Weißem Labkraut (Galium album) und  Echtem Labkraut (Galium verum).

## Entwicklung
Die Weibchen legen ihre Eier einzeln oder in kleinen Gruppen an den Knospen der Futterpflanzen ab. Die daraus schlüpfenden Raupen verstecken sich tagsüber am Boden und kommen nur nachts oder an stark bewölkten Tagen zum Fressen hervor. Sie verpuppen sich am Boden unter Pflanzenteilen bzw. in der Erde in einem lockeren Gespinst. Der Falter schlüpft erst nach der Überwinterung.